# MTV Video Music Award за лучшую совместную работу
Лучшее видео дуэта года MTV (англ. MTV Video Music Award for Best Collaboration) — одна из основных ежегодных наград телеканала MTV. Вручается с 2007 года на ежегодной церемонии награждения MTV Video Music Awards за создание лучших музыкальных видеоклипов года в сотрудничестве двумя или несколькими исполнителями.

## История
Первая премия Видео дуэта была вручена в 2007 году дуэту Бейонсе и Шакиры за клип «Beautiful Liar». Первоначально премия называлась «Most Earthshattering Collaboration». В 2008—2009 и 2012 годах эта награда никому не вручалась.

## Награждённые

### 2000-е и 2010-е
| Год  | Победитель                                                    | Другие номинанты |
| ---- | ------------------------------------------------------------- | --- |
| 2007 | Бейонсе и Шакира — «Beautiful Liar»                           | - U2 и Green Day — «The Saints Are Coming» |
| 2008 | Награда не вручалась                                          | Награда не вручалась |
| 2009 | Награда не вручалась                                          | Награда не вручалась |
| 2010 | Lady Gaga (при участии Бейонсе) — «Telephone»                 | - 3OH!3 (при участии Ke$ha) — «My First Kiss» - Бейонсе (при участии Lady Gaga) — «Video Phone (extended remix)» - B.o.B (при участии Hayley Williams) — «Airplanes» - Jay-Z и Alicia Keys — «Empire State of Mind» |
| 2011 | Кэти Перри (при участии Канье Уэст) — «E.T.»                  | - Канье Уэст (при участии Рианны и Kid Cudi) — «All of the Lights» |
| 2012 | Награда не вручалась                                          | Награда не вручалась |
| 2013 | Pink (featuring Nate Ruess) — «Just Give Me A Reason»         | - Calvin Harris (featuring Ellie Goulding) — «I Need Your Love» - Justin Timberlake (featuring Jay-Z) — «Suit & Tie» - Pitbull (featuring Christina Aguilera) — «Feel This Moment» - Robin Thicke (featuring T.I. & Pharrell Williams) — «Blurred Lines»                                                                      |
| 2014 | Beyonce (featuring Jay-Z) — «Drunk In Love»                   | - Ariana Grande (featuring Iggy Azalea) — «Problem» - Chris Brown (featuring Lil Wayne & Tyga) — «Loyal» - Eminem (featuring Rihanna) — «The Monster» - Katy Perry (featuring Juicy J) — «Dark Horse» - Pitbull (featuring Ke$ha) — «Timber»                                                                                  |
| 2015 | Тейлор Свифт (при участии Кендрика Ламара) — «Bad Blood»      | - Ариана Гранде и The Weeknd — «Love Me Harder» - Джесси Джей, Ариана Гранде и Ники Минаж — «Bang Bang» - Марк Ронсон (при участии Бруно Марса) — «Uptown Funk» - Уиз Халифа (при участии Чарли Пута) — «See You Again» |
| 2016 | Fifth Harmony (при участии Ty Dolla Sign) — «Work from Home»  | - Бейонсе (при участии Кендрика Ламара) — «Freedom» - Ариана Гранде (при участии Лил Уэйна) — «Let Me Love You» - Кельвин Харрис (при участии Рианны) — «This Is What You Came For» - Рианна (при участии Дрейка) — «Work» |
| 2017 | Zayn и Тейлор Свифт — «I Don't Wanna Live Forever»            | - Charlie Puth (при участии Selena Gomez) — «We Don't Talk Anymore» - DJ Khaled (при участии Рианны и Брайсона Тиллера) — «Wild Thoughts» - D.R.A.M. (при участии Lil Yachty) — «Broccoli» - The Chainsmokers (при участии Холзи) — «Closer» - Calvin Harris (при участии Pharrell Williams, Кэти Перри и Big Sean) — «Feels» |
| 2018 | Дженнифер Лопес (при участии DJ Khaled и Карди Би) — «Dinero» | - The Carters — «Apeshit» - Logic (при участии Алессии Кара и Халида) — «1-800-273-8255» - Бруно Марс (при участии Карди Би) — «Finesse (Remix)» - N.E.R.D и Рианна — «Lemon» - Биби Рекса (при участии Florida Georgia Line) — «Meant to Be»                                                                                 |
| 2019 | Шон Мендес и Камила Кабельо — «Señorita»                      | - BTS (при участии Холзи) — «Boy with Luv» - Леди Гага и Брэдли Купер — «Shallow» - Lil Nas X (при участии Billy Ray Cyrus) — «Old Town Road (Remix)» - Эд Ширан и Джастин Бибер — «I Don’t Care» - Тейлор Свифт (при участии Брендон Ури из Panic! at the Disco) — «Me!»                                                     |

### 2020-е
| Год  | Победитель                                           | Другие номинанты | Источник |
| ---- | ---------------------------------------------------- | --- | -------- |
| 2020 | Леди Гага и Ариана Гранде — «Rain on me»             | - Black Eyed Peas и J Balvin – «Ritmo (Bad Boys for Life)» - Future (при участии Дрейка) – «Life Is Good» - Ариана Гранде и Джастин Бибер – «Stuck with U» - Кароль Джи (при участии Ники Минаж) – «Tusa» - Эд Ширан (при участии Халид) – «Beautiful People»                                              | [ 11 ]   |
| 2021 | Doja Cat (при участии SZA) — «Kiss Me More»          | - 24kGoldn (при участии Iann Dior) – «Mood» - Джастин Бибер (при участии Daniel Caesar и Giveon) – «Peaches» - Карди Би (при участии Megan Thee Stallion) – «WAP» - Майли Сайрус (при участии Дуа Липы) – «Prisoner» - Дрейк (при участии Lil Durk) – «Laugh Now Cry Later»                                | [ 12 ]   |
| 2022 | Lil Nas X и Джек Харлоу — «Industry Baby»            | - Дрейк (при участии Future и Янг Таг) – «Way 2 Sexy» - Элтон Джон и Дуа Липа – «Cold Heart (Pnau remix)» - The Kid Laroi и Джастин Бибер – «Stay» - Megan Thee Stallion и Дуа Липа – «Sweetest Pie» - Post Malone и The Weeknd – «One Right Now» - Розалия (при участии The Weeknd) – «La Fama»           | [ 13 ]   |
| 2023 | Кароль Джи и Шакира — «TQG»                          | - Diddy (при участии Брайсон Тиллер, Ашанти и Yung Miami) – «Gotta Move On (Queens Remix)» - Давид Гетта и Биби Рекса – «I'm Good (Blue)» - Post Malone и Doja Cat – «I Like You (A Happier Song)» - Metro Boomin с the Weeknd, 21 Savage и Diddy – «Creepin' (Remix)» - Rema и Селена Гомес – «Calm Down» | [ 14 ]   |
| 2024 | Tейлор Свифт (при участии Post Malone) — «Fortnight» | - Дрейк (при участии Sexyy Red и SZA) — «Rich Baby Daddy» - GloRilla и Megan Thee Stallion — «Wanna Be» - Jessie Murph (при участии Jelly Roll) — «Wild Ones» - Джонгук (при участии Latto) — «Seven» - Post Malone (при участии Моргана Уоллен) — «I Had Some Help»                                       | [ 15 ]   |